# Małyk izwor (obwód Łowecz)
Małyk izwor (bułg. Малък извор) – wieś w Bułgarii, w obwodzie Łowecz, w gminie Jabłanica. Według danych szacunkowych Ujednoliconego Systemu Ewidencji Ludności oraz Usług Administracyjnych dla Ludności, 15 września 2022 roku miejscowość liczyła 224 mieszkańców.

## Geografia
A na okolicznych skałach osadowych można znaleźć różne morskie skamieliny. Dziesięć kilometrów od wsi znajduje się głożeński monastyr.

## Historia
Na przełomie XVIII i XIX w. we wsi rozwinęła się działalność oświatowa bractwa klasztornego. Pod jego kierownictwem i za jego fundusze w Małyk izwor utworzono metoch (pododdział prawosławnego klasztoru) i szkołę komórkową.

## Zabytki

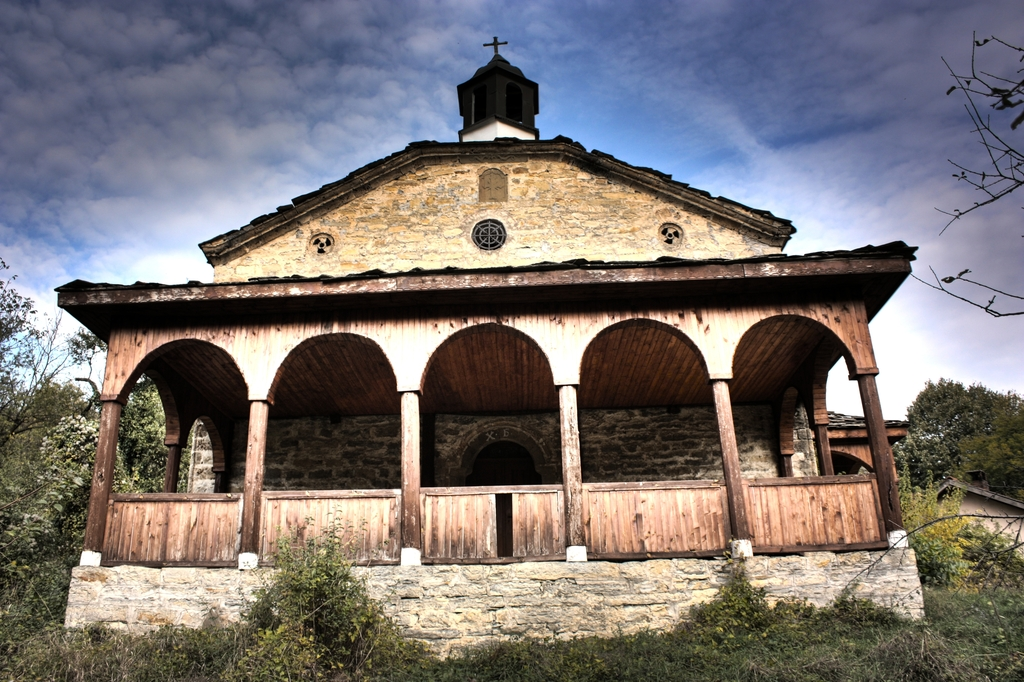
Cerkiew św. Cyryla i Metodego

W rejestrze zabytków znajdują się pozostałości rzymskiej drogi. A także cerkiew św. Cyryla i Metodego. Znajdujące się w niej ikony, namalował twórca bułgarskiej sztuki współczesnej Nikołaj Pawłowicz.